# Euphorbia cuneneana
Euphorbia cuneneana är en törelväxtart som beskrevs av Leslie Larry Charles Leach. Euphorbia cuneneana ingår i släktet törlar, och familjen törelväxter.
Artens utbredningsområde är Angola.

## Underarter
Arten delas in i följande underarter:
- E. c. cuneneana
- E. c. rhizomatosa